# سكايدانس ميديا
سكاي دانس برودكشنز (بالإنجليزية: Skydance Productions)‏ هي شركة أمريكية تقوم بإنتاج الأفلام والمسلسلات التلفزيونية، تأسست سنة 2010 من قبل منتج الأفلام الأمريكي ديفيد إليسون ويقع مقرها في هوليوود، كاليفورنيا، الولايات المتحدة. قامت بإنتاج عدة أفلام مشتركة مع باراماونت بيكتشرز.

## الأعمال
- عزم حقيقي
- مهمة: مستحيلة - بروتوكول الشبح
- جاك ريتشر
- حرب الزومبي العالمية
- جي. آي. جو: الانتقام
- ستار تريك إلى الظلام
- جاك ريان: الشبح المجند
- المبيد جنسايس
- مهمة مستحيلة: أمة منشقة

## وصلات خارجية
- الموقع الرسمي
- سكاي دانس برودكشنز على موقع IMDb (الإنجليزية)